# راگا راگنارس
راگا راگنارس (انگلیسی: Ragnheiður Ragnarsdóttir؛ زادهٔ ۲۴ اکتبر ۱۹۸۴) شناگر بازنشسته و بازیگر سینمای اهل ایسلند است. وی در مجموعه تلویزیونی وایکینگ‌ها در نقش گونهیلد ایفای نقش نمود. راگنارس در بازی‌های المپیک تابستانی ۲۰۰۴ و بازی‌های المپیک تابستانی ۲۰۰۸ از اعضای تیم ملی شنای ایسلند بود و در بخش ۱۰۰ متر آزاد رقابت نمود.